# Michel Prud'homme
Pour les articles ayant des titres homophones, voir Michel Preud'homme et Prud'homme.
Michel Prud'homme est un acteur français.
Actif dans le doublage, il est notamment la voix française régulière de John Cleese, Martin Mull ou encore Kurt Fuller. Au sein de l'animation, il est celle du personnage Zazu dans la trilogie Le Roi lion et du roi Harold dans les films Shrek.

## Biographie
Pratiquant entre autres le doublage, il est notamment la voix française régulière de John Cleese, une voix récurrente de Kurt Fuller et Martin Mull, ainsi qu'une des voix de Dave Thomas et Gregory Itzin. 

## Théâtre
- 1969 : Le Misanthrope de Molière, mise en scène par Jean-Yves Gauduchon, Théâtre Daniel Sorano (Vincennes) et Festival de Careil
- 1970 : La Nuit des rois de William Shakespeare, mise en scène par Jean Yves Gauduchon, Festival de Careil
- 1970 : L'Éventail de Carlo Goldoni, mise en scène par Jean-Yves Gauduchon, Festival de Careil
- 1970 : Le Médecin malgré lui de Molière, mise en scène par Béatrice Lord, Festival de Careil
- 1971 : Hamlet de Jules Laforgue, mise en scène par Jean Yves Gauduchon, Festival de Careil
- 1971 : Cyrano de Bergerac, mise en scène par Paul Émile Deiber, tournée
- 1972 : Faut tout repenser Papa, mise en scène par Gérard Louaud, Avignon, Théâtre du Lucernaire, tournée
- 1973 : L'Usine éclatée de Robert Angebaud et Pierre Spadoni, mise en scène par Pierre Spadoni, Comédie de l'Ouest
- 1973 : Le Chevalier au pilon flamboyant, mise en scène par Aristide Demonico, tournée
- 1973 : Ubu Roi , mise en scène pae Georges Goubert, Comédie de l'Ouest
- 1973-1975 : Le Roman de Renart de Bernard Minoret et Gilles Roignant, mise en scène Gérard Maro, Festival du Marais et Théâtre de l'Alliance Française
- 1974 : La Dernière Métamorphose de Joseph Brichot de Robert Angebaud, mise en scène par Pierre Spadoni, Comédie de l'Ouest
- 1974 : Le Roi des Cons, Cavanna, tournée
- 1975 : La Moscheta d'après Ruzzante, mise en scène par Attilio Maggiulli, Café d'Edgar
- 1975 : Une hirondelle en hiver de Jean-Jacques Varoujean, mise en scène par Nicole André, Théâtre du Jardin
- 1975 : Till l'Espiègle de Georges Sonnier, mise en scène par Gérard Maro, Clermont-Ferrand
- 1976 : Le Palais du fond des mers de Jean Jacques Varoujean mise en scène par Nicole André, Théâtre de l'Alliance Française
- 1976 : La Farce de maître Pathelin, mise en scène par Bernard Bétrémieux, Festival d'Auvergne
- 1976 : La Florentine de Jean Canolle, mise en scène par Gérard Maro, Valence Festival d'Auvergne
- 1977 : Toussaint Louverture d'Édouard Glissant, mise en scène par Benjamin Jules-Rosette, Théâtre de la Cité Internationale
- 1977 : L'Arbre et ses Racines de Daniel Postal, Fête de l'Humanité
- 1978 : Les Caprices de Marianne d'Alfred Musset, mise en scène par Gérard Maro, tournée
- 1979-1980 : Le Chat Débotté de Jean-Jacques Varoujean, mise en scène Gérard Maro, Théâtre 13 Paris, Théâtre de la Gaîté-Montparnasse
- 1980 : L'École des femmes de Molière, mise en scène Gérard Maro, Théâtre de la Gaîté Montparnasse
- 1982 : Il était une fois Molière, mise en scène par Gérard Probst, Théâtre Comédie de Paris et tournée
- 1983 : Fête de Sławomir Mrożek, mise en scène par Nicole André, Comédie de Paris
- 1984 : George Dandin de Molière, mise en scène par Gérard Maro, Comédie de Paris et tournée
- 1984-1986 : Messieurs les ronds-de-cuir de Georges Courteline, mise en scène par Régis Santon, Comédie de Paris et théâtre de la Gaîté Montparnasse
- 1985 : Chant pour une planète d'Étienne Rebaudengo, mise en scène par Jean Rougerie, Comédie de Paris
- 1985 : Le Confort intellectuel de Marcel Aymé, mise en scène par Régis Santon, Comédie de Paris
- 1986-1987 : La Chasse aux corbeaux d'Eugène Labiche, mise en scène par Régis Santon, Théâtre Jacques Prévert Aulnay-sous-Bois et Théâtre de la Plaine
- 1987 : Le Plaisir de dire Non, mise en scène par Paul Emile Deiber, Rencontre du Palais Royal
- 1989 : Le Verdict, Théâtre Dejazet
- 1990 : Macbeth de William Shakespeare, mise en scène par Régis Santon, Théâtre de la Plaine
- 1990-1991 : L'Art de la comédie d'Eduardo De Filippo, mise en scène par Didier Perrier, tournée et Théâtre Mouffetard
- 1993 : Les Cancans de Carlo Goldoni, mise en scène par Sylvie Peyronnet et Claude Montagné, Vagabondes
- 1993-1994 : Les Poissons rouges de Jean Anouilh, mise en scène par Jean-François Prévand, tournée, Théâtre Saint-Georges
- 1995-1996 : La Visite de la vieille dame d'après Friedrich Dürrenmatt, mise en scène par Régis Santon, Les Célestins, Théâtre du Palais Royal
- 2000 : La Question d'argent d'Alexandre Dumas fils, mise en scène par Régis Santon, Théâtre Silvia Monfort
- 2000 : Bonjour, Bel-Ami ! de Guy de Maupassant, mise en scène par Madona Bouglione

## Filmographie

### Cinéma
- 1989 : Romuald et Juliette de Coline Serreau : le maire
- 1996 : Golden Boy de Jean-Pierre Vergne : le maître d'hôtel
- 1999 : Trafic d'influence de Dominique Farrugia : le président du tribunal #1

### Télévision
- 1978 : Émile Zola ou la Conscience humaine (mini-série)
- 1984 : Cinéma 16 : La Vie telle qu'elle change de Nicole M. André
- 1984 : Victor Hugo et la Révolution de J. Marguerite
- 1985 : Arsène Lupin de J. Marguerite
- 1987 : Les Cinq Dernières Minutes : Mort d'homme de Joannick Desclers : un pisteur
- 1987 : Mystères et bulles de gomme (série TV)
- 1988 : La Valise en carton de Michel Wyn (mini-série)
- 1988 : Ali de Bassora (mini-série)
- 1988 : Postbus X - épisode : De gouden schoen : Michel
- 1988 : Histoire d'en parler de Bernard Betremieux
- 1989 : Tribunal - 2 épisodes
- 1989 : Douce France - 3 épisodes
- 1991 : Un drôle de contrat, téléfilm de Carol Wiseman : officier
- 1991 : Salut les copains - série de 13 ép.
- 1991-1992 : Aldo tous risques - 3 épisodes : Antonin
- 1994 : Le Miel et les Abeilles - 1 épisode
- 1996 : La Poupée qui tue, téléfilm  de Bruno Gantillon
- 1997 : Le Dernier Été, téléfilm de Claude Goretta
- 1998 : Divorce sans merci, téléfilm de Thomas Vincent : le président du tribunal
- 1999 : Les Coquelicots sont revenus, téléfilm de Richard Bohringer : le juge
- 1999 : Jamais sans toi, téléfilm de Daniel Janneau
- 2002 : Julie Lescaut - épisode : Amour Blessé de Klaus Biedermann : Colin
- 2002 : Les Cordier, juge et flic - épisode : Mensonges et vérités de Jean-Marc Seban : Laurent Marié
- 2003 : Commissaire Valence - épisode : Commissaire Valence de Vincenzo Marano : le docteur Villemain
- 2003 : Saint-Germain ou la négociation de Gérard Corbiau : le conseiller de la reine
- 2003 : Père et Maire - épisode : Un mariage sans témoin de Philippe Monnier : le notaire
- 2004 : La Crim' - épisode : Meurtre sous influence de Dominique Guillo : le juge d'instruction
- 2006 : L'Affaire Villemin - 6 épisodes : ép #1.1 à 6 : Alain Rochet
- Groland : plusieurs participations, notamment dans le rôle du Dr PI
- Audiovisuel pour la citadelle de Verdun : Raymond Poincaré
- Gabriel : ? (websérie, 2 épisodes - diffusion sur Canal Play)

## Émissions de télévision
- 1982 : Bouquin bouquine (Récré A2)
- 1983 : Sido Rémi : 8 émissions (Récré A2)
- 1983 : Les Voyageurs de l'histoire : 2 émissions de Jacques Martin - A2

## Doublage

### Cinéma

#### Films
- John Cleese[1] dans (17 films) :
  - Monty Python : La Vie de Brian (1979[n 1]) : plusieurs rôles
  - La Grande Aventure des Muppets (1981[n 2]) : Neville
  - Monty Python : Le Sens de la vie (1983[n 1]) : plusieurs rôles
  - Un poisson nommé Wanda (1988) : Archie Leach
  - Grandeur et Descendance (1993) : Raoul P. Shadgrind
  - Le Livre de la jungle (1994) : Dr Julien Plumford
  - Du Vent dans les saules (1996) : l'avocat de Crapaud
  - Créatures féroces (1997) : Rollo Lee
  - Course folle (2001) : Donald P. Sinclair
  - Pluto Nash (2002) : James
  - Meurs un autre jour (2002) : Q
  - Le Casse (2003) : Charles Merchant
  - Charlie's Angels 2 (2003) : M. Munday
  - Le Petit Monde de Charlotte : Samuel, le mouton (voix)
  - La Panthère rose 2 (2009) : le commissaire principal Dreyfus
  - Absolutely Anything (2015) : un extra-terrestre (voix)
  - Clifford (2021) : M. Bridwell

- Michael Gross[1] dans (5 films) :
  - Tremors 3 : Le Retour (2001) : Burt Gummer
  - Tremors 4 : La légende commence (2004) : Hiram Gummer, ancêtre de Burt Gummer
  - Tremors 5: Bloodlines (2015) : Burt Gummer
  - Tremors: A Cold Day in Hell (2018) : Burt Gummer
  - The Merry Gentlemen (en) (2024) : Stan

- Patrick Malahide dans : 
  - Quills, la plume et le sang (2000) : Delbené
  - Mortal Engines (2018) : Magnus Crome

- Kurt Fuller[1] dans :
  - Auto Focus (2002) : Werner Klemperer
  - Suspect (2013) : Pat Clives

- Bill Paterson dans : 
  - Un Anglais à New York (2008) : Richard Young
  - Rebecca (2020) : Dr Baker

- Gregory Itzin[1] dans : 
  - Échange standard (2011) : Flemming Steel
  - Lincoln (2012) : le juge John A. Campbell
- 1946[n 3] : Une question de vie ou de mort : Bob Trubshaw (Robert Coote) (pour la sortie DVD)
- 1981 : La Grande Aventure des Muppets : le gentleman britannique (Robert Morley)
- 1983 : Bonjour les vacances : Roy Walley (Eddie Bracken)
- 1983 : Un fauteuil pour deux : le policier à l'interrogatoire (Frank Oz)
- 1987 : Boire et Déboires : le maître d'hôtel (Brian George)
- 1988 : Scoop : Warden Terwilliger (Ken James)
- 1991 : Troubles : Gus Klien (Bob Hoskins)
- 1991 : Les Indomptés : Don Salvatore Faranzano (Michael Gambon)
- 1992 : Jeux de guerre : Dennis Cooley (Alex Norton)
- 1995 : Ed Wood : Criswell (Jeffrey Jones)
- 1996 : Le Droit de tuer ? : Stump Sisson (Kurtwood Smith)
- 2000 : Mon beau-père et moi : le vieux patient de l'hôpital de Greg (Mark Hammer)
- 2000 : Pollock : Howard Putzel (Bud Cort)
- 2002 : Ali G : David Griffiths (John Warnaby[2])
- 2002 : Dragon rouge : l’expert dentiste (Michael Cavanaugh)
- 2003 : American Party : Van Wilder relations publiques : le procureur [Qui ?]
- 2003 : Le Sourire de Mona Lisa : Dr Edward Staunton (Terence Rigby)
- 2003 : Sans frontière : Lawrence Bauford (Timothy West)
- 2004 : L'Effet papillon : le professeur Carter (John B. Lowe)
- 2004 : Northfork : voix radiophonique (Steve Kramer)
- 2005 : Thank You for Smoking : Bobby Jay Bliss (David Koechner)
- 2009 : Crazy Heart : Bear (J. Michael Oliva)
- 2010 : Escroc(s) en herbe : Pug Rothbaum (Richard Dreyfuss)
- 2012 : John Carter : Thompson (Rupert Frazer)
- 2012 : Ennemis jurés : Brutus (Paul Jesson)
- 2015 : Close Range : Fernando Garcia (Tony Perez)
- 2016 : L'Histoire de l'amour : Leo Chursky (Derek Jacobi)
- 2016 : Mascots : Sol Lumpkin (Bob Balaban)
- 2017 : Confident royal : Alick Yorke (Julian Wadham)
- 2017 : Star Wars, épisode VIII : Les Derniers Jedi : voix additionnelles
- 2018 : Jean-Christophe et Winnie : Giles Winslow Sr. (Oliver Ford Davies)
- 2018 : Une drôle de fin : Douglas « Doug » Kenney âgé (Martin Mull)
- 2019 : L'Ombre de Staline : William Randolph Hearst (Matthew Marsh)
- 2020 : L'Incroyable Histoire de l'Île de la Rose : ? (?)
- 2021 : Major Grom : le docteur de peste : Fyodor Prokopenko (Aleksey Maklakov)
- 2021 : Nightmare Alley : Charles Kimball (Peter MacNeill)
- 2022 : Coup de théâtre : ? (?)
- 2022 : Argentine, 1985 : Ruso (Norman Briski (es))
- 2022 : Les Nuits de Mashhad : Haji (Firouz Agheli)
- 2023 : Tetris : Mikhaïl Gorbatchev (Matthew Marsh)
- 2024 : Maybe Baby 2 (sv) : Lars (Jens Jørn Spottag (da))
- 2024 : Better Man : ? (?)

#### Films d'animation
- 1978[n 4] : La Folle Escapade : Holly
- 1990 : Les Jetson : Le Film : George Jetson
- 1994 : Astérix et les Indiens : un sénateur #2 et un galérien #2
- 1994 : Le Cygne et la Princesse : Lord Melchior[n 5]
- 1994 : Le Roi lion : Zazu
- 1997 : Le Cygne et la Princesse II : Le Château des Secrets : Melchior
- 1998 : Le Roi lion 2 : L'Honneur de la tribu : Zazu
- 1998 : Mulan : Chi-Fu
- 1998 : Le Cygne et la Princesse III : Le Trésor Enchanté : Melchior
- 1999 : Buster et Junior : le Bourgmestre Huffenmeier[3]
- 2000 : Le Gâteau magique : Albert, The Magic Pudding[n 5]
- 2000 : Digimon, le film : Parrotmon
- 2000 : Chicken Run : le colonel Poulard (version DVD)
- 2001 : La Trompette magique : le père
- 2002 : L'Âge de glace : le Moeritherium adulte
- 2003 : Sinbad : La Légende des sept mers : Luca
- 2004 : Shrek 2 : le Roi Harold[n 5]
- 2004 : Le Roi lion 3 : Hakuna Matata : Zazu
- 2004 : Team America, police du monde : Peter Jennings
- 2005 : Tom et Jerry : Destination Mars : Thingg
- 2005 : Vaillant, pigeon de combat ! : Mercury[n 5]
- 2006 : Les Rebelles de la forêt : McSquizzy
- 2007 : Shrek le troisième : le Roi Harold[n 5]
- 2008 : Igor : Dr Glickenstein[n 5]
- 2010 : Shrek 4 : Il était une fin : le Roi Harold[n 5]
- 2012 : Niko, le petit renne 2 : Tobias
- 2017 : Lego Batman, le film : dinosaure de Jurassic Park, Killer Moth
- 2021 : Les Bouchetrous : voix additionnelles

### Télévision

#### Téléfilms
- Martin Mull dans : 
  - Un fiancé pour Noël (2004) : Martin Grant
  - Le Fantôme du grenier (2011) : Clive

- John B. Lowe dans :
  - Un cœur pour Noël (2012) : Don Foy
  - Coup de foudre avant Noël (2021) : le Père Noël

- 1997 : Shining (mini-série) : Delbert Grady (Stanley Anderson)
- 2001 : Les Liens du cœur : Frank Cataldi (Al Waxman)
- 2002 : Croisière à haut risque : le capitaine Young (Jack Heywood)
- 2004 : Allan Quatermain et la Pierre des ancêtres : le capitaine Hector Good (Roy Marsden)
- 2007 : Mon fils Jack : Rudyard Kipling (David Haig)
- 2008 : Tornades sur New York : le maire Leonardo (Jerry Wasserman)
- 2009 : Mafia Love Story : Don Montello (George Loros)
- 2009 : Alice (mini-série) : le Roi de Cœur (Colm Meaney)
- 2009 : L'Étoile de glace : Skipper (Jerry Stiller)
- 2010 : Sex Addicts : Bloom (Kurt Fuller)
- 2011 : Too Big to Fail : Débâcle à Wall Street : Joe Gregory (John Heard)
- 2012 : Hemingway and Gellhorn : Charles Colebaugh (Jeffrey Jones)
- 2012 : Mon Père Noël bien-aimé : George (John Ratzenberger)
- 2013 : La Bible (mini-série) : Ira (Ken Bones)
- 2013 : La Petite fille aux miracles : Dr Connelly[n 6] ( ? )
- 2013 : La Trahison de mon mari : le capitaine Breedlove (James Millington)
- 2013 : Les Pendules de Noël : Charles (Lawrence Dane)
- 2013 : Le Père Noël est licencié ! : Père Noël (Michael Durrell)
- 2019 : Coup de foudre au château de glace : le Père Macy (Roger Dunn)
- 2019 : Noël à la une : Fritz Desmond (Doug MacLeod)

#### Séries télévisées
- Martin Mull[1] dans (10 séries) :
  - Sabrina, l'apprentie sorcière (1997-2000) : le principal Willard Kraft (73 épisodes)
  - La Guerre à la maison (2007) : le principal Fink (3 épisodes)
  - New York, unité spéciale (2008) : Dr Gideon Hutton (saison 10, épisode 5)
  - Mon oncle Charlie (2008-2013) : Russell (6 épisodes)
  - Pour le meilleur et le pire (2010) : Whitey (12 épisodes)
  - Psych : Enquêteur malgré lui (2013) : Highway Harry (saison 7, épisode 5)
  - Veep (2016) : Bob Bradley (4 épisodes)
  - NCIS : Los Angeles (2017) : Edward O'Boyle (saison 8, épisode 16)
  - The Cool Kids (2018-2019) : Charlie (22 épisodes)
  - Brooklyn Nine-Nine (2020) : Walter Peralta, le grand-père de Jake (saison 7, épisode 10)

- Kurt Fuller[1] dans (10 séries) :
  - Desperate Housewives (2005-2006) : l'inspecteur Barton (5 épisodes)
  - Les Experts (2007) : le shérif Ned Bastille (saison 7, épisode 21)
  - Eli Stone (2009) : Doug Stemple (saison 2, épisode 12)
  - Supernatural (2009-2019) : Zachariah / M. Adler (8 épisodes)
  - Drop Dead Diva (2010) : Henry Bingum (saison 2, épisode 5)
  - The Good Wife (2011-2016) : le juge Peter Dunaway (7 épisodes)
  - Scandal (2013) : Grayden Osborne (4 épisodes)
  - Rosewood (2015-2017) : Floyd Butters (3 épisodes)
  - Shooter (2018) : M. Gold (3 épisodes)
  - The Good Fight (2018-2019) : le juge Peter Dunaway (saison 2, épisode 8 et saison 3, épisode 5)

- Dave Thomas[1] dans :
  - Une maman formidable (1993-1998) : Russell Norton
  - Perception (2012) : Bill Duffy
  - Bones (2013) : Andrew Jursic

- Tobin Bell[1] dans :
  - 24 Heures chrono (2003) : Peter Kingsley
  - Révélations (2005) : Nathan Volk (mini-série)
  - MacGyver (2020) : Leland

- Robert Pugh[1] dans :
  - Meurtres au paradis (2011) : Mike Watson
  - Inspecteur Barnaby (2011) : Caradoc Singer
  - The White Queen (2013) : Baron Rivers

- Conleth Hill dans :
  - Suits : Avocats sur mesure (2013) : Edward Darby (6 épisodes)
  - Pourquoi pas Evans ? (2022) : Dr Alwyn Thomas (mini-série)
  - The Lovers (en) (2023) : Philip

- Robert Trebor[1] dans :
  - Hercule (1995-1999) : Salmoneus
  - Xena, la guerrière (1996-1999) : Salmoneus

- John Cleese[1] dans :
  - Troisième planète après le Soleil (1998-2001) : le professeur Neesam
  - Will et Grace (2003-2004) : Lyle Finster

- David Haig[1] dans :
  - Miss Marple (2008) : Major Hugh Horton
  - Inspecteur Barnaby (2009) : George Jeffers

- Mark L. Taylor[1] dans :
  - La Loi selon Harry (2011) : Lou Drummond
  - Boston Justice (2006-2008) : Adam Jovanka

- Mark Linn-Baker dans :
  - Blue Bloods (2017-2018) : Carlton Miller (9 épisodes)
  - She-Hulk : Avocate (2022) : Morris Walters (mini-série)

- 1990-1991 : Twin Peaks : Dougie Milford (Tony Jay)
- 1993-1998 : Seinfeld : Frank Costanza (Jerry Stiller)
- 1993 : X-Files : Aux frontières du réel : Dr Denny Murphy (Steve Hytner)
- 1996-1997 : Mr. et Mrs. Smith : M. Big (Roy Dotrice)
- 1988 : JAG : Norman Delaporte (Barry Jenner)
- 1999-2001 : Destins croisés : Juge Othniel (Al Waxman)
- 1999-2006 : Les Soprano : Raymond Curto (George Loros)
- 2000-2008 : Giovanna, commissaire : Antonio Parmesan (Roberto Nobile)
- 2001 : RoboCop 2001 : Albert Bixler / Bone Machine (Richard Fitzpatrick)
- 2002 : Le Protecteur : Seth (Francis Guinan)
- 2002-2003 : Stargate SG-1 : Commandant Hale (Doug Abrahams)
- 2003 : La Caravane de l'étrange : Dr Finch, le psychiatre (Richard Fancy (en)) (2 épisodes)
- 2003 : NCIS : Enquêtes spéciales : Dr Elmo Poke (Gary Grubbs) (saison 1, épisode 1)
- 2003 : Le Monde de Joan : Dieu / le technicien ultra-son (Oliver Muirhead)
- 2003 : MI-5 : Sir John Barry (Robert Hardy)
- 2003 : Dead Zone : Joe Bannerman (James Handy)
- 2003 : New York, unité spéciale : Dr Shelton (Henry Strozier)
- 2004-2006 : Deadwood : A. W. Merrick (Jeffrey Jones)
- 2004 : Malcolm : Professeur Sheridan (Matt Malloy)
- 2004-2008 : Boston Justice : le juge Paul Resnick (Michael Ensign) (10 épisodes)
- 2005 : Into the West : le gouverneur John Evans (Brandon Smith)
- 2005 : JAG : le major-général Harold Rossing (Michael O'Neill)
- 2005 : Dr House : le juge Winter (Victor Raider-Wexler)
- 2006 : Hôtel Babylon : Dave Wiltshire (Ian Bonar)
- 2006 : Stargate SG-1 : le colonel Pearson (John Prowse)
- 2006 : New York, unité spéciale : le principal Rivera (José Ramón Rosario)
- 2006 : Psych : Enquêteur malgré lui : Griffin Mahoney (Peter Michael Goetz)
- 2006 : The Closer : L.A. enquêtes prioritaires : Walter LaSalle (François Giroday) (saison 2, épisode 4)
- 2007 : Ugly Betty : Harvey Milfree (David Steinberg)
- 2007 : Lost : Les Disparus : Howard L. Zukerman (Jacob Witkin) (saison 3, épisode 14)
- 2007-2013 : Mad Men : Bertram Cooper (Robert Morse)
- 2008 : Criminal Justice : Harry Box (Bill Paterson)
- 2008-2011 : Merlin : Geoffrey de Monmouth (Michael Cronin) (12 épisodes)
- 2008-2012 : Mentalist : Virgil Minelli (Gregory Itzin[1]) (15 épisodes, 1re voix pour TPS Star)
- 2009-2011 : L'Aigle rouge : Agustín (Adolfo Fernández) (16 épisodes)
- 2009 : Castle : Chris Markum (Patrick O'connor) (saison 1, épisode 3)
- 2011 : Borgia : Cardinal Orsini (Derek Jacobi) (2 épisodes)
- 2011-2015 : Le Trône de fer : Janos Slynt (Dominic Carter) (15 épisodes)
- 2011-2012 : Facing Kate : le juge David Nicastro (Gerald McRaney) (5 épisodes)
- 2011-2014 : How I Met Your Mother : Jerry Whittaker, le père de Barney Stinson (John Lithgow) (4 épisodes)
- 2011-2017 : Once Upon a Time : Henry, le père de la Méchante Reine (Tony Perez[4]) (10 épisodes)
- 2012 : Hunted : George Ballard (Dermot Crowley) (2 épisodes)
- 2013 / depuis 2014 : Chicago Fire : James Whoritsky (Ron Dean (en)) (3 épisodes) / Chaplain Orlovsky (Gordon Clapp)
- 2013 : Person of Interest : le commissaire-priseur (Barry Ratcliffe) (saison 2, épisode 14)
- 2014-2016 : Penny Dreadful : Ferdinand Lyle (Simon Russell Beale) (14 épisodes)
- 2016 : Les Mystères de Londres : l'inspecteur en chef Horace Merring (Tim McInnerny)
- 2021 : The Walking Dead: World Beyond : Dr Ellis (Allan Edwards) (5 épisodes)
- 2022 : Harry Palmer : The Ipcress File : ? ( ? ) (mini-série)
- 2022 : Jack Ryan : Dmitry Popov (Michael Gor) (3 épisodes)
- 2024 : Avatar, le dernier maître de l'air : le roi Bumi (Utkarsh Ambudkar)
- 2025 : A Thousand Blows : Indigo (Robert Glenister)

#### Séries d'animation
- Batman : Kirk Langstrom / Man-Bat et voix additionnelles
- Le Chat de Frankenstein : le maître d'école
- Cléo et Chico : Voix additionnelles
- Digimon : Myotismon (Vamdemon), Devimon, Gennai, MagnaAngemon, Vademon
- Digimon Adventure 02 : BlackWargreymon, Digmon, Shurimon, Paildramon / Imperialdramon, Grand-père de Cody (voix principale)
- Disney's tous en boîte : le Fantôme noir
- Jumanji : Van Pelt
- Kung-foot : Gominor
- Monsieur Belette : Grand Babouin
- Les Supers Nanas : le gardien du château des chats (épisode 9), Kamir (épisode 10)
- Star Wars: The Clone Wars : Bannamu (saison 2, épisode 11)
- Timon et Pumbaa : Zazu
- Vanessa ou la magie des rêves : Gontrand / Simbad
- 2001 : La Légende de Tarzan : Samuel T. Philander
- 2003-2005 : Duck Dodgers : Docteur Q.I.
- 2016-2019 : La Garde du Roi lion : Zazu
- 2016-2019 : Les Super Nanas : le maire
- 2017 : Archer : Len Trexler (2e voix, saison 8)
- 2022 : JoJo's Bizarre Adventure : Stone Ocean : Kenzō

### Jeux vidéo
- 1999 : Le Roi lion : Atelier de jeux : Zazu
- 2000 : 007 Racing : Q
- 2000 : Tomb Raider : Sur les traces de Lara Croft : Père Patrick Dunstan et Von Croy Sr.
- 2003 : 007 : Quitte ou double : Q
- 2004 : Shrek 2 : le Roi Harold
- 2005 : Jade Empire : Sir Roderick Ponce von Beauderrière le Parfait Crétin ; Cao Zeng
- 2006 : Neverwinter Nights 2 : Tarmas
- 2007 : Mass Effect : Vigil
- 2009 : Planète 51 : Kipple
- 2009 : Invizimals : Dawson
- 2009 : Risen : Maître Ignace
- 2009 : Dragon Age: Origins : voix diverses
- 2010 : Fable III : Samuel
- 2010 : God of War III : Dédale
- 2010 : Rage 1 : Coffer
- 2011 : Dragon Age 2 : Ser Alrik, Tobrius
- 2011 : Dungeon Siege III : Seigneur Devonsey, voix additionnelles
- 2011 : The Witcher 2: Assassins of Kings : Shilard Fitz Oesterlen
- 2011 : Star Wars: The Old Republic : voix additionnelles
- 2013 : Disney Infinity : Merlin l'Enchanteur
- 2014 : The Elder Scrolls Online : voix additionnelles
- 2016 : Mighty n°9 : Dr Soichiro Sanda
- 2016 : Final Fantasy XV : voix additionnelles
- 2017 : Prey : William Yu
- 2018 : Assassin's Creed Odyssey : Timoxenos
- 2019 : Call of Duty: Modern Warfare : Omar Sulaman dit "le Loup"
- 2020 : Assassin's Creed Valhalla : voix additionnelles (Wemba, hommes de Wincestre)
- 2020 : World of Warcraft: Shadowlands : Marileth, le Primat
- 2022 : Lego Star Wars : La Saga Skywalker : le général Rieekan / Dr Evazan
- 2022 : Disney Dreamlight Valley : Merlin l'Enchanteur
- 2024 : Indiana Jones et le Cercle ancien : Professeur Savage

### Documentaires
- Lemurs : narrateur[n 5]
- The Art of Football from A to Z : narrateur[n 5]